# Бариш Йилмаз
Бариш Алпер Йилмаз (тур. Barış Alper Yılmaz, нар. 23 травня 2000, Різе, Туреччина) — турецький футболіст, вінгер клубу «Галатасарай» та національної збірної Туреччини.

## Ігрова кар'єра

### Клубна
Бариш Йилмаз починав грати у футбол у своєму рідному місті Різе у місцевому клубі аматорського рівня. У 2017 році він приєднався до клубу Третьої ліги «Анкара Демірспор». За результатами сезону «Анкара» посіла друге місце в чемпіонаті і піднялася до Другої ліги. Саме там 2 вересня Йилмаз зіграв свій перший матч на професійному рівні. Сезон 2019/20 клуб закінчив на другому місці але не зумів пройти раунд плей-офф і залишився у Другій лізі.
А сам Йилмаз новий сезон почав у іншому столичному клубі - «Анкара Кечиоренгюджю» з Першої ліги. Вже у перший сезон своїх виступів у Першій лізі бариш своєю результативною грою привернув увагу багатьох іменитих клубів. І влітку 2021 року перейшов до клубу «Галатасарай», з яким підписав контракт на п'ять років. Першу в новій команді футболіст провів у липні у матчі кваліфікації до Ліги чемпіонів проти нідерландського ПСВ. У Суперлізі вінгер дебютував 23 серпня у матчі проти «Хатайспора».

### Збірна
З 2021 року Бариш Йилмаз є гравцем молодіжної збірної Туреччини.
13 листопада 2021 року у матчі відбору до чемпіонату світу 2022 року проти команди Гібралтару Йилмаз дебютував у національній збірній Туреччини.

## Титули і досягнення
- Чемпіон Туреччини (3):

«Галатасарай»: 2022-23, 2023-24, 2024-25
- Володар Суперкубка Туреччини (1):

«Галатасарай»: 2023
- Володар Кубка Туреччини (1):

«Галатасарай»: 2024-25